# Leon De Meester
Leon De Meester, né à Bruges le 6 mai 1876 et décédé le 5 octobre 1966 à Boninne, est un joueur de football belge, connu principalement comme un des fondateurs et premier président du Cercle sportif brugeois.

## Biographie
Leon De Meester effectue ses études à l'Institut Saint-François-Xavier de Bruges, où il découvre le football. En 1899, il fonde avec d'autres anciens élèves de cette école le Cercle sportif brugeois, une association omnisports comprenant des sections de football, de tennis, de cyclisme, de course à pied et de cricket. Il est choisi comme premier président, et gère principalement la logistique des différentes sections. Il ne dispute qu'un seul match en tant que joueur de football, durant la saison 1901-1902. Il reste en place comme président jusqu'en 1905, et passe le relais cette année-là à un des meilleurs joueurs de l'équipe, Raoul Daufresne de la Chevalerie. Deux ans plus tard, ce dernier quitte le Cercle pour rejoindre le « Club » ennemi, et Leon De Meester reprend alors la présidence.
Il cède son poste en 1909 au baron Albéric de Formanoir de la Cazerie, et reste ensuite dans le comité de direction des « vert et noir ». Il est le seul président de l'Histoire du Cercle à avoir exercé deux mandats disjoints.

### Sources et liens externes
- Site officiel du Cercle de Bruges
- (nl) Fiche sur CercleMuseum